# 레오폴트 4세 폰 외스터라이히 공작
오스트리아 공작 레오폴트 4세(Leopold IV of Austria, 1371년 ~ 1411년 6월 3일)는 외오스트리아의 공작(Duke of Further Austria)이며, “뚱보공”으로 알려진 레오폴디니아 가문의 오스트리아 합스부르크 공작이다.

## 생애
그는 레오폴트 3세의 둘째 아들이었다. 그의 맏형인 내오스트리아의 공작 빌헬름은 그를 효과적인 공동 통치자로 삼았고, 그는 스위스 아르가우 등의 조상 합스부르크 땅을 의미하는 외오스트리아의 특히 책임을 맡았다. 레오폴트는 오스트리아 행정부에 대한 스위스의 반대에 직면해야 했다.
1391년부터 그는 외오스트리아의 효과적인 통치자였으며, 1396년부터 1406년까지 그는 티롤의 통치자였다.
그는 1393년 부르고뉴 공작 필리프 2세의 딸인 부르고뉴의 카트리나 드 발루아와 결혼했다. 그녀는 1425년에 사망했고, 그들 사이에는 살아남은 자녀가 없었다.
그의 남동생인 에른스트와 프리드리히는 당분간 자라도록 남겨졌다. 그들은 1402년에 공작직으로 시작되었다. 1406년에 그들의 맏형인 빌헬름 공작이 상속인을 남기지 못하고 사망했고, 레오폴트가 가문의 다음 가장이 되었다. 레오폴트에게도 아들이 없었다. 동생들은 나중에 내오스트리아와 티롤을 포함한 프리드리히 2세 가문을 분할하기로 합의했다. 에른스트는 스티리아 등지에서 고삐를 잡았다. 프리드리히는 겨우 20대였지만, 티롤을 책임졌다. 레오폴트는 가문의 가장의 위치와 함께 외오스트리아 영토에 대한 책임을 맡게 되었다.
1406년 레오폴트는 어린 사촌인 알베르 5세의 후견인 지위를 물려받았고, 이로 인해 동생 에른스트와 갈등이 빚어졌다.
레오폴트는 비엔나에서 사망했고, 도시 대성당의 두칼 트립트에 묻혔다.